# Kjartan Sveinsson

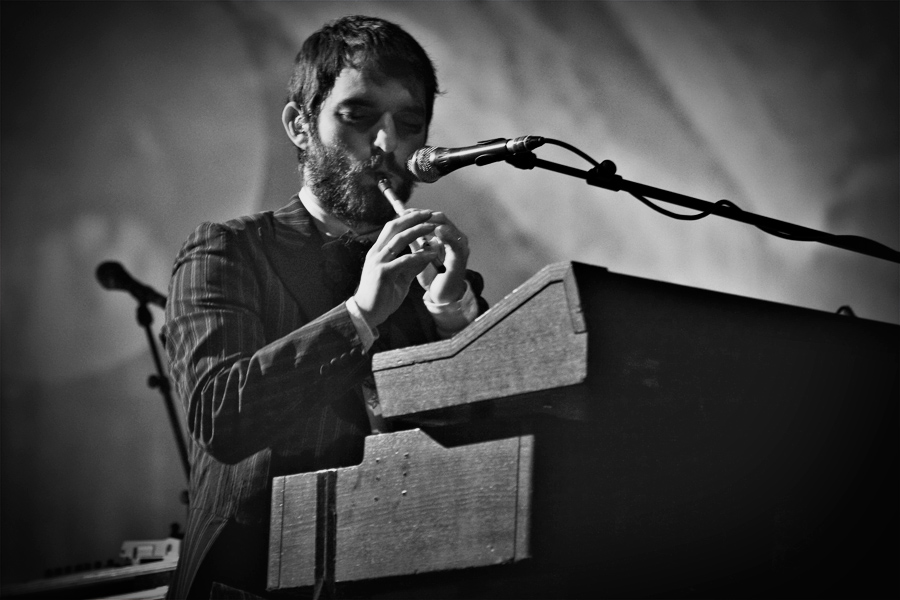
Kjartan Sveinsson

Kjartan Sveinsson, född 2 januari 1978, var keyboardist i det isländska rockbandet Sigur Rós mellan åren 1998 till och med 2013, då han valde att lämna bandet. 
Kjartan är multi-instrumentalist och spelar även instrument som flöjt, tin whistle, oboe samt banjo. Huvudsakligen spelar han gitarr och bas.
Kjartan har även framträtt under pseudonymen den ensamma resaren med Sigur Rósbandvännen Orri Páll Dýrason och gruppen Amiinas violinist Maria Huld Markan Sigfúsdóttir (som Kjartan är gift med sedan 2001). Den ensamma resaren gör covers på Sigur Rós låtar, fast i akustisk anda. Kjartan har komponerat soundtracket till den Oscarsnominerade kortfilmen Síðasti bærinn (Den sista bondgården). 